# Ährige Edelraute
Die Ährige Edelraute (Artemisia genipi), auch Schwarze Edelraute oder Schwarzraute genannt, ist eine Pflanzenart aus der Gattung Artemisia innerhalb der Familie der Korbblütler (Asteraceae oder früher Compositae).

## Beschreibung

### Erscheinungsbild und Laubblatt
Die Ährige Edelraute wächst meist als unverzweigte, ausdauernde krautige Pflanze und erreicht Wuchshöhen zwischen 5 und 15 (selten bis 20) Zentimeter. Sie besitzt meist eine dichte, seidige und filzige, gräuliche Behaarung. Nur bei Artemisia genipi f. nivalis sind Stängel und Blätter ganz kahl. Die Stängel sind einfach, aufrecht oder aufsteigend und meist graufilzig und im unteren Teil oft violett überlaufen.
Die gestielten, handförmigen Grundblätter sind in Rosetten angeordnet. Die Blattspreite mit linealisch-lanzettlichen, spitzen gelappten Abschnitten ist üblicherweise doppelt-dreiteilig gegliedert und bei den Rosettenblättern in den flügelig verbreiterten Stiel keilig verschmälert. Die fiederförmig gespaltenen bis gelappten, mittleren Stängelblätter sind kurz gestielt bis sitzend.

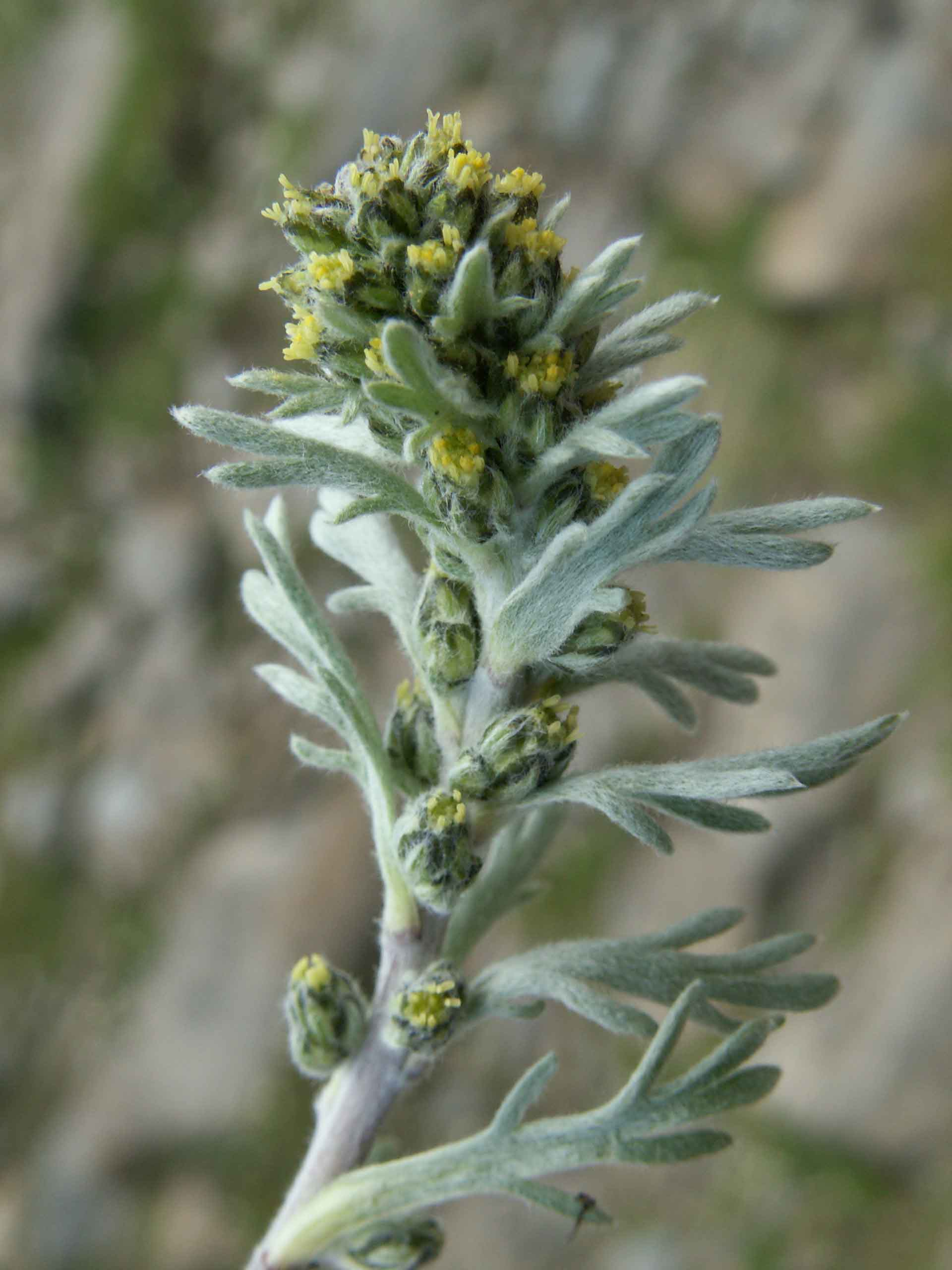
Gesamtblütenstand mit vielen kleinen Blütenkörbchen, in denen gelbe Blüten zusammenstehen

### Blütenstand und Blüte
Die Ährige Edelraute  blüht von Juli bis August. In einem von Blättern unterbrochenen, nach oben allmählich dichter werdenden, vor der Blütezeit nickenden, ährigen Gesamtblütenstand stehen körbchenförmige Teilblütenstände zusammen. Die unteren Tragblätter sind wie die Stängelblätter geformt, die oberen oft einfach. Der Blütenboden ist kahl. Die unteren Blütenkörbchen sind kurz gestielt, die oberen beinahe sitzend. Die 3 bis 4,5 Millimeter großen, eiförmigen bis verkehrt-lanzettlichen, stumpfen und großteils trockenhäutigen Hüllblätter zeichnen sich im inneren Bereich durch einen dunkelbraunen bis schwarzen Hautrand aus. Die Blütenkörbchen weisen einen Durchmesser von nicht mehr als 4,5 Millimeter auf und enthalten zehn bis fünfzehn gelbe Blüten. Die randständigen Blüten sind weiblich, die inneren zwittrig. Der Fruchtknoten ist behaart.

### Chromosomenzahl
Die Chromosomenzahl beträgt 2n = 18.

## Vorkommen
Das Verbreitungsgebiet der Ährigen Edelraute erstreckt sich von Frankreich über Italien, die Schweiz, Liechtenstein und Österreich bis nach Slowenien. Sie ist eine Charakterart der Ordnung Drabetalia hoppeanae.
Die österreichischen Vorkommen finden sich zerstreut bis selten in den Bundesländern Steiermark, Kärnten, Salzburg, Tirol und Vorarlberg.
Die Ährige Edelraute findet man in Hochgebirgs-Höhenstufen der Alpen und nach unbestätigten Meldungen der Pyrenäen an felsigen Stellen und im Felsschutt zwischen Höhenlagen von 1700 und 3800 Meter auf Silikat und Schiefer. Sie gedeiht auf schneefeuchten, basenreichen Schieferschuttfluren der alpinen und nivalen Stufe. Sie steigt in Graubünden am Pizzo d'Agnelli bis 3208 Meter, im Kanton Wallis am Oberrothorn bis 3410 Meter und in den Grajischen Alpen an der Grivola bis 3800 Meter Meereshöhe.
Die ökologischen Zeigerwerte nach Landolt et al. 2010 sind in der Schweiz: Feuchtezahl F = 3w (mäßig feucht aber mäßig wechselnd), Lichtzahl L = 5 (sehr hell), Reaktionszahl R = 3 (schwach sauer bis neutral), Temperaturzahl T = 1 (alpin und nival), Nährstoffzahl N = 2 (nährstoffarm), Kontinentalitätszahl K = 4 (subkontinental).

### Gefährdung und Schutz
Die Ährige Edelraute wird von der IUCN in der Roten Liste gefährdeter Arten geführt und dort als nicht gefährdet (LC = „Least Concern“) betrachtet; es wird jedoch die Kontrolle der Entnahmen zur Herstellung eines Kräuterlikörs empfohlen.
Als Schutzmaßnahme wird die Ährige Edelraute von der Europäischen Union in der Fauna-Flora-Habitat-Richtlinie Nr. 92/43/EWG in der aktualisierten Fassung vom 1. Januar 2007 gelistet, wodurch Entnahmen aus der Natur und Nutzung geregelt werden können. Sie wird auch in Österreich und der Schweiz unter Schutz gestellt beziehungsweise in der Roten Liste gefährdeter Arten geführt.

## Taxonomie
Die Erstveröffentlichung von Artemisia genipi erfolgte 1775 durch Georg Heinrich Weber in einer Dissertation von Johannes Paul Stechmann: Dissertatio inauguralis botanico medica de Artemisiis, S. 17. Synonyme für Artemisia genipi sind Artemisia bocconei All. und Artemisia spicata Wulfen.

### Trivialnamen
Im deutschsprachigen Raum werden oder wurden für diese Pflanzenart, zum Teil nur regional, auch die Trivialnamen Gabusen (Berner Oberland), Goldrauten (Fusch im Pinzgau), Koglrauten (Oberpinzgau) und Kuppelrauten (Fusch im Pinzgau) verwendet.
Französische Trivialnamen sind Génépi noir oder Génépi laineux.

## Verwendung
Unter anderen Arten der Gattung Artemisia wird auch die Ährige Edelraute zur Herstellung eines Kräuterlikörs mit Namen „Génépi“ verwendet, der sich in den westlichen Alpen, besonders im Aostatal, in den französischen Alpen (Savoyen sowie Départements Isère und Hautes-Alpes)  und den Alpentälern des Piemonts einer besonderen Beliebtheit erfreut.